# Jon Rahm
Jon Rahm Rodriguez (* 10. listopadu 1994) je španělský profesionální golfista. Je aktuální světovou jedničkou. V roce 2021 se stal prvním španělským vítězem U.S. Open. Svůj druhý major, Masters, ovládl na jaře 2023. Na podzim téhož roku přestoupil do LIV Golf

## Profesionální vítězství (21)

### Turnaje PGA Tour (11)
| Legenda                        |
| Major turnaje (2)              |
| Turnaje playoff FedEx Cupu (1) |
| Ostatní turnaje PGA Tour (8)   |

| No. | Rok  | Turnaj                                            | Skóre           | Skóre k paru | Náskok  | Další v pořadí                        |
| --- | ---- | ------------------------------------------------- | --------------- | ------------ | ------- | ------------------------------------- |
| 1   | 2017 | Farmers Insurance Open                            | 72-69-69-65=275 | −13          | 3 rány  | Charles Howell III, Pan Cheng-tsung   |
| 2   | 2018 | CareerBuilder Challenge                           | 62-67-70-67=266 | −22          | Playoff | Andrew Landry                         |
| 3   | 2019 | Zurich Classic of New Orleans (s Ryanem Palmerem) | 64-65-64-69=262 | −26          | 3 rány  | Tommy Fleetwood a Sergio García       |
| 4   | 2020 | Memorial Tournament                               | 69-67-68-75=279 | −9           | 3 rány  | Ryan Palmer                           |
| 5   | 2020 | BMW Championship                                  | 75-71-66-64=276 | −4           | Playoff | Dustin Johnson                        |
| 6   | 2021 | U.S. Open                                         | 69-70-72-67=278 | −6           | 1 rána  | Louis Oosthuizen                      |
| 7   | 2022 | Mexico Open                                       | 64-66-68-69=267 | −17          | 1 rána  | Tony Finau, Kurt Kitayama, Brandon Wu |
| 8   | 2023 | Sentry Tournament of Champions                    | 64-71-67-63=265 | −27          | 2 rány  | Collin Morikawa                       |
| 9   | 2023 | The American Express (2)                          | 64-64-65-68=261 | −27          | 1 rána  | Davis Thompson                        |
| 10  | 2023 | Genesis Invitational                              | 65-68-65-69=267 | −17          | 2 rány  | Max Homa                              |
| 11  | 2023 | Masters Tournament                                | 65-69-73-69=276 | −12          | 4 rány  | Brooks Koepka, Phil Mickelson         |

Statistiky v playoff na PGA Tour (2–0)
| No. | Rok  | Turnaj                  | Soupeř         | Výsledek                                 |
| --- | ---- | ----------------------- | -------------- | ---------------------------------------- |
| 1   | 2018 | CareerBuilder Challenge | Andrew Landry  | Vyhrál díky birdie na čtvrté extra-jamce |
| 2   | 2020 | BMW Championship        | Dustin Johnson | Vyhrál díky birdie na první extra-jamce  |

### Turnaje European Tour (10)
| Legenda                           |
| Major turnaje (2)                 |
| Tour Championship (3)             |
| Rolex Series (5)                  |
| Ostatní turnaje European Tour (3) |

| No. | Rok  | Turnaj                                | Skóre           | Skóre k paru | Náskok | Další v pořadí                    |
| --- | ---- | ------------------------------------- | --------------- | ------------ | ------ | --------------------------------- |
| 1   | 2017 | Dubai Duty Free Irish Open            | 65-67-67-65=264 | −24          | 6 ran  | Richie Ramsay, Matthew Southgate  |
| 2   | 2017 | DP World Tour Championship, Dubai     | 69-68-65-67=269 | −19          | 1 rána | Kiradech Aphibarnrat, Shane Lowry |
| 3   | 2018 | Open de España                        | 67-68-66-67=268 | −20          | 2 rány | Paul Dunne                        |
| 4   | 2019 | Dubai Duty Free Irish Open (2)        | 67-71-64-62=264 | −16          | 2 rány | Andy Sullivan, Bernd Wiesberger   |
| 5   | 2019 | Mutuactivos Open de España (2)        | 66-67-63-66=262 | −22          | 5 ran  | Rafa Cabrera-Bello                |
| 6   | 2019 | DP World Tour Championship, Dubai (2) | 66-69-66-68=269 | −19          | 1 rána | Tommy Fleetwood                   |
| 7   | 2021 | U.S. Open                             | 69-70-72-67=278 | −6           | 1 rána | Louis Oosthuizen                  |
| 8   | 2022 | Acciona Open de España (3)            | 64-68-65-62=259 | −25          | 6 ran  | Matthieu Pavon                    |
| 9   | 2022 | DP World Tour Championship (3)        | 70-66-65-67=268 | −20          | 2 rány | Tyrrell Hatton, Alex Norén        |
| 10  | 2023 | Masters Tournament                    | 65-69-73-69=276 | −12          | 4 rány | Brooks Koepka, Phil Mickelson     |

- DP World Tour Championship je zároveň součástí Rolex Series.

### Ostatní turnaje (2)
| No. | Rok  | Turnaj               | Skóre           | Skóre k paru | Náskok | Další v pořadí                                 |
| --- | ---- | -------------------- | --------------- | ------------ | ------ | ---------------------------------------------- |
| 1   | 2018 | Hero World Challenge | 71-63-69-65=268 | −20          | 4 rány | Tony Finau                                     |
| 2   | 2024 | LIV Golf UK          | 63-70-67=200    | −13          | 1 rána | Tyrrell Hatton, Joaquín Niemann, Cameron Smith |

 Statistiky v playoff na ostatních turnajích (0–1)
| No. | Rok  | Turnaj              | Soupeř        | Výsledek                                |
| --- | ---- | ------------------- | ------------- | --------------------------------------- |
| 1   | 2024 | LIV Golf Greenbrier | Brooks Koepka | Prohrál proti paru na první extra-jamce |